# Luis de la Cruz (futbolista paraguayo)
Luis de la Cruz (Concepción, Paraguay; 23 de febrero de 1991), conocido deportivamente como Beto de la Cruz, es un futbolista Paraguayo que juega como defensa en el Sportivo Trinidense de la Primera División de Paraguay.

## Clubes
| Club                | País     | Año           |
| ------------------- | -------- | ------------- |
| Club Guaraní        | Paraguay | 2008 - 2019   |
| Club Olimpia        | Paraguay | 2019 - 2021   |
| Club Sol de América | Paraguay | 2021          |
| Sportivo Trinidense | Paraguay | 2023-presente |

## Palmarés

### Campeonatos nacionales
| Título          | Club         | País     | Año  |
| --------------- | ------------ | -------- | ---- |
| Torneo Apertura | Club Guaraní | Paraguay | 2010 |
| Torneo Clausura | Club Guaraní | Paraguay | 2016 |
| Copa Paraguay   | Club Guaraní | Paraguay | 2018 |
| Torneo Clausura | Olimpia      | Paraguay | 2019 |
| Torneo Clausura | Olimpia      | Paraguay | 2020 |